# Netelly
Netelly（ネテリー）は、Netelly株式会社が運営するインターネットテレビ局。

## 概要
2021年2月配信開始。App Store、YouTubeで配信を行っている。
また若手クリエイターの発掘、支援をするための「Creators Fund」を設立している。

## 主な番組

### オリジナル番組
- おとこ3人の旅は暑苦しいですか？[8]　出演：小西成弥、樋口裕太、河原田巧也
- 友達以上、恋人未満　監督:深谷晃成[9] 出演：佐咲日菜、鈴木研[10]
- Waiting Room -来世を待つ人々-[11]　出演：坂口候一、辻凪子
- 私たちの４泊５日　出演：高橋アリス
- マッチングアプリ・ラブストーリー　監督：飯高渓介　出演：杉本愛里、里、木田佳介、在沢寛大、松田崚汰